# Implicação
Na lógica e na matemática, a implicação, ou condicional é a indicação do tipo "SE...ENTÃO", indicando que uma condição deve ser satisfeita necessariamente para que a outra seja verdadeira. Por exemplo, a expressão: "Se João esquia, Maria nada" é uma implicação.
Na lógica booleana, as implicações retornam FALSO se, e somente se, o antecedente é VERDADEIRO e o conseqüente é FALSO.
| Entrada1   | Entrada2   | Saída      |
| ---------- | ---------- | ---------- |
| VERDADEIRO | VERDADEIRO | VERDADEIRO |
| VERDADEIRO | FALSO      | FALSO      |
| FALSO      | VERDADEIRO | VERDADEIRO |
| FALSO      | FALSO      | VERDADEIRO |

## Bi-implicação
Existe um caso especial de implicação em que as duas condições precisam ser mutuamente satisfeitas para serem verdadeiras, como por exemplo a expressão: "João esquia, se, e somente se, Maria nada".
| Entrada1   | Entrada2   | Saída      |
| ---------- | ---------- | ---------- |
| VERDADEIRO | VERDADEIRO | VERDADEIRO |
| VERDADEIRO | FALSO      | FALSO      |
| FALSO      | VERDADEIRO | FALSO      |
| FALSO      | FALSO      | VERDADEIRO |